# بخش نیو مارکت (شهرستان هایلند، اوهایو)
بخش نیو مارکت (به انگلیسی: New Market Township) یک منطقهٔ مسکونی در ایالات متحده آمریکا است که در شهرستان هایلند، اوهایو واقع شده‌است.
 بخش نیو مارکت ۶۹٫۲۴ کیلومتر مربع مساحت و ۱٬۸۸۸ نفر جمعیت دارد و ۳۴۸ متر بالاتر از سطح دریا واقع شده‌است.